# 3 Brygada Kawalerii Narodowej (koronna)

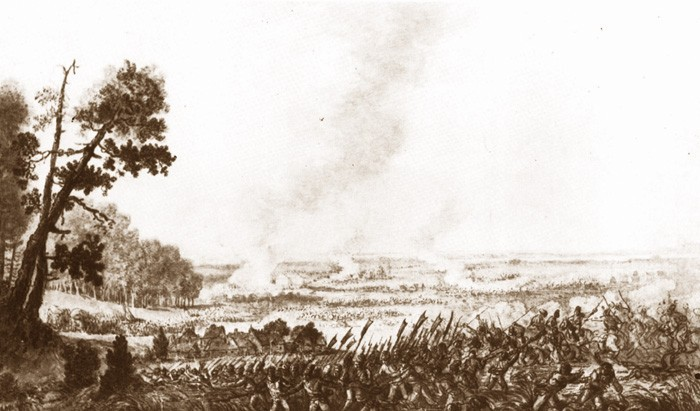
Aleksander Orłowski, Bitwa pod Maciejowicami (widok od strony polskiej)

3 Brygada Kawalerii Narodowej – brygada jazdy koronnej Rzeczypospolitej Obojga Narodów.

Inne nazwy: 
1. W okresie istnienia czterech brygad - do jesieni 1789: Półbrygada Kawalerii Narodowej w Dywizji Małopolskiej (potocznie: Półbrygada Małopolska)[1]
2. po reorganizacji i utworzeniu ośmiu brygad w 1789: 1 Małopolska Brygada Kawalerii Narodowej[2]

## Formowanie i zmiany organizacyjne
Powstała jako Półbrygada Małopolska. Wchodziła w skład Dywizji Małopolskiej i była wydzielona z III Brygady KN w Dywizji Ukraińskiej i Podolskiej. Jej komendantem był vicebrygadier Józef Golejewski, kwatermistrzem - Krzysztof Tarnawiecki, audytorem - towarzysz Michał Olchowski (z chorągwi 83), natomiast adiutantem - towarzysz Augustyn Harkiewicz. Pierwsze dwie chorągwie pojawiły się w Dywizji Małopolskiej w kwietniu 1777 roku.
Formalnie utworzona 30 listopada 1789 z Wielkopolskiej Brygady Kawalerii Narodowej i 3 Ukraińskiej Brygady Kawalerii Narodowej.  W październiku 1789 roku rozpoczęto reorganizację brygad kawalerii. Z pięciu chorągwi I Ukraińskiej BKN, pięciu chorągwi II Ukraińskiej BKN, dwóch chorągwi III Ukraińskiej BKN utworzono 1 Małopolską Brygadę Kawalerii Narodowej brygadiera Józefa Golejewskiego, a jej chorągwiom nadano numery od 25 do 36. Przez cały czas formalnie należała do Dywizji Małopolskiej. Poszczególne chorągwie były rozbudowywane i translokowane do brygady w 1790 roku.
Wiosną 1792, w przededniu wojny z Rosją uzyskała swój najwyższy rozwój organizacyjny i liczyła etatowo 1818 ludzi, a faktycznie 1756. W marcu 1792 stacjonowała w Sandomierzu.
Brygada w 1792 liczyła 1756 „głów” i 1756 koni. W 1794 roku w marcu liczyła 1231 „głów” i 1183 konie, w maju 1231 „głów” i 1183 konie a we wrześniu 1366 „głów” i 1323 konie.
W okresie powstania kościuszkowskiego posiadała na uzbrojeniu 200 karabinów, 508 pistoletów, 1350 szabel i 1041 pik.

## Stanowiska
- Małopolska, Wiślica, Stobnica, Nowe Miasto (1790), Sandomierz (marzec 1792), Bielsk (październik 1792), okolice Briańska i Łomży[5].

## Walki i potyczki
Żołnierze tej brygady walczyli pod Zieleńcami (17 czerwca 1792), Stanisławowem przed 26 kwietnia 1794, Chełmem (8 czerwca 1794) i Uściługiem (28 czerwca 1794). Brali udział w obronie Warszawy a następnie w działaniach zbrojnych pod Gołchówem (29 czerwca 1794), Witkowicami (13 sierpnia 1794), Strzyżami (24 września 1794) i Maciejowicami (10 października 1794).

## Żołnierze brygady
Do jesieni 1789 roku sztab brygad składały się z brygadiera, vicebrygadiera, kwatermistrza, audytora i adiutanta. Nowo uchwalony etat poszerzał sztab brygady o trzech majorów i adiutanta. Zgodnie z prawem ustanowionym 9 października 1789 roku brygadier, vicebrygadier i major  mieli być wybierani przez króla spośród przedstawionych mu przez Komisję Wojskową w połowie osób zgodnie ze starszeństwem i zdatnością ze służby czynnej i w połowie spośród rotmistrzów z kawalerii narodowej i rodaków wracających ze służby zagranicznej. Pozostałych oficerów sztabu fortragował brygadier.
Komendanci:
- Józef Antoni Golejewski (14 X 1789 - 15 I 1790)
- Piotr Hadziewicz (20 II 1790 - 18 X 1793)
- Kajetan Ożarowski (18 X 1793, zdymisjonowany)
- Józef Rzewuski (od 8 czerwca 1794)